# Сепе (Грузия)
Сепе (груз. სეფე) — село в Грузии, в муниципалитете Душети края Мцхета-Мтианети.

## География
Село расположено в северной части края, в 65 километрах по прямой к северо-западу от центра муниципалитета Душети. Высота центра — 1340 метров над уровнем моря.

## Население
По данным переписи населения 2014 года, в селе проживало 25 человек.
| Год  | Население | Мужчины | Женщины |
| ---- | --------- | ------- | ------- |
| 2002 | 13        | 6       | 7       |
| 2014 | 25        | 15      | 10      |